# Cylindrommata
Cylindrommata is een kevergeslacht uit de familie van de boktorren (Cerambycidae). De wetenschappelijke naam van het geslacht werd voor het eerst geldig gepubliceerd in 1960 door Tippmann.

## Soorten
Cylindrommata omvat de volgende soorten:
- Cylindrommata aurantia Monné M. L. & Mermudes, 2009
- Cylindrommata longissima Tippmann, 1960
- Cylindrommata lustrata Monné M. L. & Mermudes, 2009
- Cylindrommata susanae Monné M. L. & Mermudes, 2009